# Hisao Tani
Hisao Tani (谷 寿 夫 Tani Hisao, Okayama, 22 de desembre de 1882 - Nanjing, 26 d'abril de 1947) va ser un tinent general de l'Exèrcit Imperial Japonès durant la Segona Guerra sinojaponesa i va estar implicat en la massacre de Nanquín. Durant el seu comandament els japonesos van arrencar els fetus de les dones i els llançaven a l'aire per enfilar-los amb la baioneta, obligaven els homes a tenir sexe amb dones de la seva pròpia família. Va ser capturat, condemnat i executat públicament al mateix poble que havia envaït.

## Testimoni
```
Testimoni d'Chocho Sakae:
```

"Set dels meus fills van ser assassinats a trets per un soldat Tanibe amb una pistola. Després que l'exèrcit japonès va violar dues dones al pont Zhonghuamen Saihong, les van perforar amb baionetes a l'abdomen des de l'àrea genital i els intestins des de l'abdomen.
```
Testimoni de Xu Jing:
```

"El meu germà va ser acusat per la unitat d'Hisao Tani i assassinat per una arma en un lloc de flors"
Segons el testimoni d'Ouyang Duulin, els cadàvers van ser dispersats dins i fora de la Porta de la Xina el 13 i 13 de desembre, la dona embarassada va ser apunyalada a l'abdomen amb una baioneta, i el fetus va saltar del ventre i el nadó va morir. Una dona va morir amb una baioneta apunyalada a l'àrea púbica, amb la punta d'una espasa perforant les natges. Una dona de 80 anys va ser violada i assassinada.
```
Testimoni de Zhang Hong:
```

"La pitjor part de l'assassinat, incendi provocat i violació va ser la unitat de Hisao Tani"